# Antun Vuković Vučidolski
Ante (Antun) vitez Vuković pl. Vučidolski je bio hrvatski političar. 

## Životopis
Godine 1903. spominje ga se kao darovatelja žrtvama u Hrvatskoj. 
Bio je predsjednik društva Dalmatinski skup u Trstu od početka postojanja tog društva, a lipnja 1908. izabran je za počasnog predsjednika.
Bio je u Zastupničkom domu Carevinskog vijeća 1903. godine koje je 8. siječnja 1903. sazvao car i kralj Franjo Josip I. Kraljevinu Dalmaciju su pored Vukovića Vučidolskog koji je bio u Narodnoj hrvatskoj stranci, zastupali iz Stranke prava Juraj Biankini, Josip Virgil Perić, iz Narodne hrvatske stranke Ante Šupuk, Petar Klaić, Lovro Borčić, Josip Zaffron, Vicko Ivčević, Juraj Ferri, a Srpskoj narodnoj stranci Andrija Vujatović-Šarov i Radoslav Kvekić. Od aktivnosti valja spomenuti supotpisivanje interpelacije Jurja Bijankinija 15. svibnja 1903. na ministra obrane Zena von Welsersheimba glede angažmana vojske u nemirima u Hrvatskoj, s obzirom na neopravdanost uporabe takve sile, čak i prema ženama i djeci (potpisali su ju 19 hrvatskih i slovenskih zastupnika Zafronn, Šupuk, Spinčić, Berks, Šusteršič, Gregorčič, Žičkar, Vuković, Borčić, Ferri, Perić, Klaić, Ivčević, Pogačnik, Ferjančič, Hajek, Breznovsky, Chok, Koudela, ali ne i dvojica zastupnika Srpske stranke iz Dalmacije) te prešni prijedlog od 19. svibnja i.g. u svezi s redarstvenim mjerama koje su u Ljubljani poduzeli policijski agenti Khuena Hedérvarya u Ljubljani (policijski agenti su tragali za osumnjičenim Hrvatima zbog objave antikhuenovskih plakata te proveli predistragu protiv jedne ljubljanske tiskare koju su vlasti osumnjičile zbog njihova tiskanja).
Bio je predloženik Hrvatske stranke na izborima za Carevinsko vijeće 1907. (9. izborni kotar Makarska – Vrgorac – Metković – Pelješac), na kojima je prošao.
Borio se je za očuvanje znanja kućnih rukotvorina. Da bi se spasilo znanje izrade narodnih veziva,  zajedno s Kamilom Tončićem pokušao je nešto napraviti po tom pitanju. U sklopu muzeja za ženske ručne radnje postojala je škola s besplatnim tečajima, a njih dvojica pokušali su nešto slično napraviti u Dalmaciji. Sastavili su posebni program koji su dostavili velikoj zaljubljenici u narodnu umjetnost Kraljevine Dalmacije nadvojvotkinji Mariji Josipi Saskoj da bi se to ostvarilo.